# FIBA European Champions Cup 1968-1969
La Coppa dei Campioni 1968-1969 di pallacanestro venne vinta dai sovietici del CSKA Mosca sugli spagnoli del Real Madrid, alla terza finale consecutiva.

## Turno di qualificazione
| Team #1             | Agg.      | Team #2            | Andata | Ritorno |
| ------------------- | --------- | ------------------ | ------ | ------- |
| Edinburgh Hornets   | 123 - 194 | ASVEL Villeurbanne | 76-81  | 47-113  |
| Alvik Stoccolma     | 122 - 149 | MTV 46 Giessen     | 60-61  | 62-88   |
| Aldershot Warriors  | 103 - 238 | Real Madrid        | 59-103 | 44-135  |
| Tapiolan Honka      | 158 - 180 | Standard Liegi     | 76-81  | 82-99   |
| Black Star Mersch   | 104 - 221 | Oransoda Cantù     | 51-97  | 53-124  |
| Flamingo's Haarlem  | 113 - 170 | Vorwärts Lipsia    | 70-75  | 43-95   |
| Enkelmann Vienna    | 145 - 160 | Dinamo Bucuresti   | 88-75  | 57-85   |
| ITU SK Istanbul     | 147 - 139 | Wisła Cracovia     | 91-70  | 56-69   |
| SC Lourenço Marques | 161 - 207 | AEK Atene          | 77-89  | 84-118  |

## Ottavi di finale
| Team #1            | Agg.      | Team #2          | Andata | Ritorno |
| ------------------ | --------- | ---------------- | ------ | ------- |
| ASVEL Villeurbanne | 141 - 142 | KK Zadar         | 74-54  | 67-88   |
| MTV 46 Giessen     | 152 - 199 | Real Madrid      | 81-97  | 71-102  |
| Honvéd             | 146 - 163 | Standard Liegi   | 70-55  | 76-108  |
| Partizani Tirana   | 136 - 163 | Oransoda Cantù   | 73-73  | 63-90   |
| Vorwärts Lipsia    | 126 - 141 | CSKA Mosca       | 54-66  | 72-75   |
| Dinamo Bucuresti   | 169 - 181 | Spartak Brno     | 100-85 | 69-96   |
| ITU SK Istanbul    | 142 - 151 | Maccabi Tel Aviv | 83-79  | 59-72   |
| AEK Atene          | 127 - 134 | Akademik Sofia   | 73-58  | 54-76   |

## Quarti di finale
|  | Le prime 2 classificate di ogni gruppo passano alle semifinali |
|  | Eliminata                                                      |

### Gruppo A
|    | Squadra        | G | V | P | PF  | PS  | Dif | P.ti |
| -- | -------------- | - | - | - | --- | --- | --- | ---- |
| 1. | Real Madrid    | 3 | 3 | 0 | 488 | 460 | +28 | 6    |
| 2. | CSKA Mosca     | 3 | 2 | 1 | 471 | 416 | +55 | 5    |
| 3. | KK Zadar       | 3 | 1 | 2 | 465 | 465 | 0   | 4    |
| 4. | Akademik Sofia | 3 | 0 | 3 | 455 | 538 | -83 | 3    |

### Gruppo B
|    | Squadra          | G | V | P | PF  | PS  | Dif | P.ti |
| -- | ---------------- | - | - | - | --- | --- | --- | ---- |
| 1. | Spartak Brno     | 3 | 3 | 0 | 502 | 457 | +45 | 6    |
| 2. | Standard Liegi   | 3 | 2 | 1 | 488 | 508 | -20 | 5    |
| 3. | Oransoda Cantù   | 3 | 1 | 2 | 426 | 407 | +19 | 4    |
| 4. | Maccabi Tel Aviv | 3 | 0 | 3 | 403 | 447 | -44 | 3    |

## Semifinali
| Team #1     | Agg.      | Team #2        | Andata | Ritorno |
| ----------- | --------- | -------------- | ------ | ------- |
| Real Madrid | 193 - 135 | Standard Liegi | 84-46  | 109-89  |
| CSKA Mosca  | 184 - 158 | Spartak Brno   | 101-66 | 83-92   |

## Finale
| Team #1    | Ris.     | Team #2     |
| ---------- | -------- | ----------- |
| CSKA Mosca | 103 - 99 | Real Madrid |

| Coppa dei Campioni 1968-1969 |
| ---------------------------- |
| CSKA Mosca 3º titolo         |

## Formazione vincitrice
| N° | Naz.                        | Ruolo | Sportivo           |  | Alt. |  |
| -- | --------------------------- | ----- | ------------------ |  | ---- |  |
| 4  | Unione Sovietica (bandiera) | P     | Aleksandr Kul'kov  |  |      |  |
| 5  | Unione Sovietica (bandiera) | P     | Anatoli Astakhov   |  |      |  |
| 6  | Unione Sovietica (bandiera) | G     | Jurij Selichov     |  |      |  |
| 7  | Unione Sovietica (bandiera) | A     | Rudol'f Nesterov   |  |      |  |
| 8  | Unione Sovietica (bandiera) | G     | Vadim Kapranov     |  |      |  |
| 9  | Unione Sovietica (bandiera) | A     | Oleg Borodin       |  |      |  |
| 10 | Unione Sovietica (bandiera) | P     | Sergej Belov       |  |      |  |
| 11 | Unione Sovietica (bandiera) | A     | Nikolai Kovyrkin   |  |      |  |
| 12 | Unione Sovietica (bandiera) | P     | Nikolaj Krjuchkov  |  |      |  |
| 13 | Unione Sovietica (bandiera) | A     | Gennadij Vol'nov   |  |      |  |
| 14 | Unione Sovietica (bandiera) | C     | Jaak Lipso         |  |      |  |
| 15 | Unione Sovietica (bandiera) | C     | Vladimir Andreev   |  |      |  |
| 16 | Unione Sovietica (bandiera) | A     | Aleksandr Sidjakin |  |      |  |
|    | Unione Sovietica (bandiera) | G     | Anatoli Blik       |  |      |  |
|    | Unione Sovietica (bandiera) | All.  | Armenak Alačačjan  |  |      |  |